# NGC 1468
NGC 1468 é uma galáxia elíptica (E-S0) localizada na direcção da constelação de Eridanus. Possui uma declinação de -06° 20' 55" e uma ascensão recta de 3 horas, 52 minutos e 12,5 segundos.
A galáxia NGC 1468 foi descoberta em 19 de Dezembro de 1881 por Édouard Jean-Marie Stephan.